# 苍山石佛堂
苍山石佛堂，位于中国河北省保定市苍山，为保定市阜平县的一个省级文物保护单位，类型为石窟寺，公布时间为1982年7月23日。
苍山石佛堂的历史年代为明代。